# Gerhard Bauer (Literaturwissenschaftler)
Gerhard Bauer (* 18. September 1935 in Diez) ist ein deutscher Germanist und Literaturwissenschaftler.

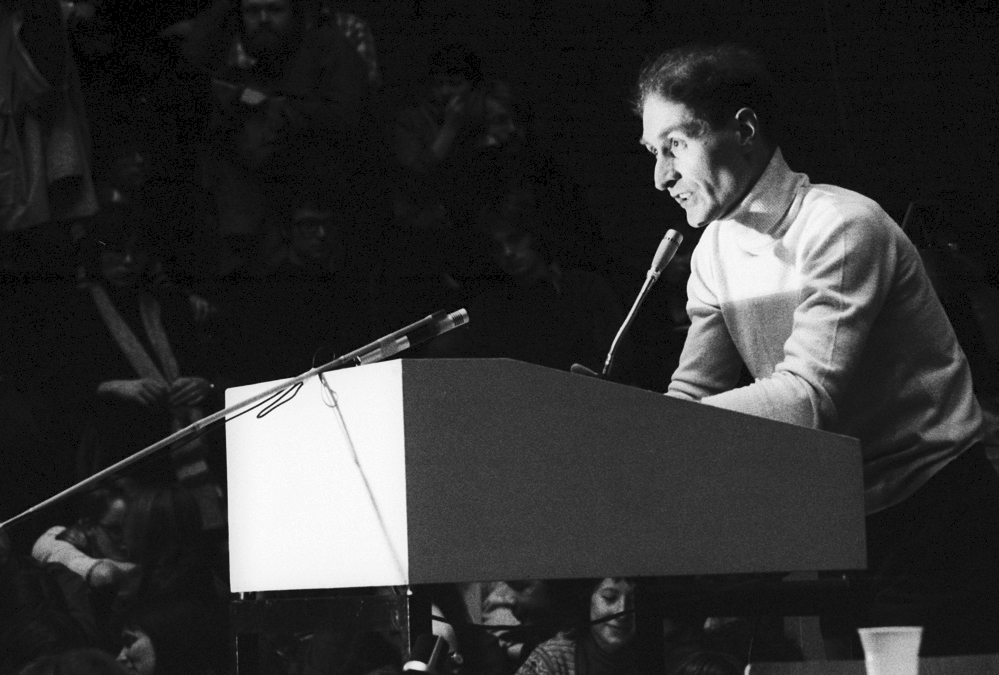
Gerhard Bauer in der Technischen Universität Berlin (TU) am 11. Januar 1977 beim bundesweiten Streik der Universitäten und Fachhochschulen

## Leben
Bauer studierte Germanistik, Philosophie, Theologie und Geschichte an den  Universitäten Marburg, Göttingen und Columbus/Ohio. In Marburg wurde er 1962 mit einer Arbeit über „Abhängigkeitsbewusstsein und Freiheitsgefühl im Werk Hofmannsthals“  promoviert. Im Anschluss war er bis 1969 wissenschaftlicher Assistent an der Technischen Universität Darmstadt, wo er sich im Jahr 1969 mit einer Arbeit über die „Poetik des Dialogs“ habilitierte. Nach Lehrtätigkeiten als Privatdozent an den Universitäten Darmstadt, Freiburg und Frankfurt am Main folgte er 1971 einem Ruf an die Freie Universität Berlin, an der er bis zu seiner Emeritierung im Jahr 2000 Neuere Deutsche Literatur lehrte. 1975 unterzeichnete er einen Aufruf zur Wahl der neuen KPD und wurde daraufhin vom Dienst suspendiert. Er war Mitglied im Berliner Komitee Freiheit für Horst Mahler. Nach dem Studentenstreik 1976/77 konnte er in den Beamtendienst zurückkehren.
Bauer nahm Gastprofessuren an der University of Wisconsin–Madison 1981 und an der Peking-Universität 1989/90 wahr, als externer Gutachter war er außerdem 1982/83 für die Makerere-Universität in Kampala tätig.

## Forschungsthemen in Stichworten
- Aufklärung, Exilliteratur, Lyrik und Kürzestprosa, Interkulturelle Literatur in Deutschland
- Aufsätze zu Problemen der Literaturtheorie und Ästhetik, Deutschdidaktik, Literatursoziologie
- Bauer ist Autor von Aufsätzen über Lessing, Lenz, Kleist; Mörike, Büchner, Nietzsche, Heine; Kafka, Musil, Heinrich Mann, Valéry, Lasker-Schüler, Bloch, Brecht, Seghers, Reichwein, Jung, Mühsam, Arnold Zweig; Borchert, Bachmann, Celan, Lec, Bobrowski, Hilbig, Tawada, Fried, Enzensberger

## Schriften
- Geschichtlichkeit. Wege und Irrwege eines Begriffs, Berlin 1962
- Zur Poetik des Dialogs. Leistung und Formen der Gesprächsführung in der neueren deutschen Literatur, Darmstadt 1969
- G.E. Lessing: „Emilia Galotti“, München 1987
- Gefangenschaft und Lebenslust. Oskar Maria Graf in seiner Zeit, München 1987, 2. Auflage 1994
- Sprache und Sprachlosigkeit im „Dritten Reich“, Köln 1988, 2. Auflage 1990
- Gewissensblitze. Moderne Gedichte als Provokationen, München 1995
- Lichtstrahl aus Scherben: Čechov, Frankfurt 2000. ISBN 978-3-86109-156-1
- Frage-Kunst. Szymborskas Gedichte, Frankfurt 2004; polnisch: Radosc pytania, Kraków 2007